# Ory Okolloh
Ory Okolloh (o Ory Okolloh Mwangi) és un activista kenyana, advocada, i bloguera. És directora d'Inversions a Omidyar Xarxa. Va ser anteriorment la Directora de Política de Google a l'Àfrica.

## Infantesa i joventud
Okolloh va néixer en una família relativament pobra. Ha dit que els seus pares la van enviar a una escola elemental privada que a penes "es podien permetre," que "va acabar sent el fonament del que seria la meva carrera." Va obtenir un grau universitari en Ciència Política a la Universitat de Pittsburgh i es va graduar a la Harvard Law School l'any 2005. El seu pare va morir de SIDA l'any 1999. Okolloh viu a Nairobi, Kenya, amb el seu marit i tres fills.

## Carrera
L'any 2006 va cofundar el web de seguiment parlamentari Mzalendo (en swahili: "Patriota"). El lloc web intentava augmentar la comptabilitat del govern sistemàticament enregistrant les factures, els discursos, els parlamentaris, etc.
Quan Kenya estava en una situació de violència seguida de la disputa en les eleccions presidencials de 2007, Okolloh va ajudar a crear Ushahidi (en swahili: "Testimoni"), una pàgina web que va recollir i enregistrar testimonis oculars de violència usant missatges de text i Google Maps. La tecnologia de llavors ençà ha estat adaptada per altres propòsits (incloent control en les eleccions i seguiment de la disponibilitat farmacèutica) i ha estat utilitzada en d'altres països.
Okolloh té un blog personal, Kenyan Pundit, el qual va ser presentat en les Global Voices Online.
Ha treballat com a assessora legal per ONGs i ha treballat a Covington i Burling, la Kenyan National Comission on Human Rights, i en el Banc Mundial.
Okolloh va ser citada en el Board of Thomson Reuters Foundars Share Company, l'ens que traballa com a vigilant del Thomson Reuters Trust Principles al maig de 2015.